# Bois-d'Amont
Bois-d'Amont è un comune francese di 1 716 abitanti situato nel dipartimento del Giura, nella regione della Borgogna-Franca Contea.

## Società

### Evoluzione demografica
Abitanti censiti